# Johann Tauscher
Johann Tauscher (Viena,  31 de março de 1909 - 21 de janeiro de 1979) foi um handebolista de campo austríaco, medalhista olímpico.
Fez parte do elenco vice-campeão olímpico de handebol de campo nas Olimpíadas de Berlim de 1936, atuando em três partidas.